# 神奈川県の古墳一覧
神奈川県の古墳一覧（かながわけんのこふんいちらん）は、神奈川県内にある古墳をまとめたもの。
古墳時代になると、3世紀後半から古墳が作られはじめ、4世紀には相模川や鶴見川の流域に大型の前方後円墳が作られるようになり、大和地方との深い関係をあらわす銅鏡などの副葬品が発見されている。6世紀にあたる古墳時代後期には小さな古墳がまとまっている群集墳がみられる。神奈川県には円墳のほかに、岩をトンネルのようにほって作る横穴墓が多くみられる。

## 地域別

### 川崎地区
- 塚越古墳
- 加瀬台古墳群
- 白山古墳群
- 平間銚子塚
- 蟹ヶ谷古墳群
- 子母口富士見台古墳
- 有馬古墳
- 子母口貝塚
- 橘樹官衙遺跡群
- 間際根横穴墓群
- 西福寺古墳
- 馬絹古墳
- 法界塚古墳
- 宮崎大塚古墳
- 諏訪天神塚古墳
- 諏訪浅間塚古墳
- 二子塚古墳
- 宋隆寺古墳群
- 稲荷塚古墳
- 上作延南原古墳
- 東高根遺跡
- 生田長者穴横穴墓群
- 根岸古墳群
- 片平富士塚古墳
- 菅古墳

### 横浜地区
- 諏訪坂古墳
- 三ツ池古墳
- 兜塚古墳
- 駒岡堂の前古墳
- 箕輪洞谷横穴墓群
- 日吉矢上古墳
- 綱島古墳
- カネ塚古墳
- 稲荷前古墳群
- 市ヶ尾横穴古墳群
- 北門古墳群
- 赤田2号墳
- 軽井沢古墳
- 瀬戸ヶ谷古墳
- 殿ヶ谷古墳群
- 東野台古墳群
- 上矢部町富士山古墳
- 長蔵寺裏古墳
- 富塚古墳
- 七石山横穴墓群
- 松ヶ崎横穴墓群
- ひこしヶ谷横穴墓群
- 横穴古墳跡

### 横須賀・三浦地区
- 大塚復元古墳
- 蓼原古墳
- かろうと山古墳
- 長柄桜山古墳群
- 切妻造妻入形横穴古墳
- 蛭田古墳